# Microdrassus inaudax
Microdrassus inaudax là một chi đơn loài nhện trong họ Gnaphosidae. Chúng được R. de Dalmas mô tả đầu tiên năm 1919, và chỉ tìm thấy ở Seychelles.